# Teatro Tendastrisce
Il Teatro Tendastrisce è stato un teatro di Roma, inaugurato nel 1977 e in attività fino al 2017.
Posizionato lungo la via Cristoforo Colombo, all'altezza di via dei Georgofili, la struttura del teatro era formata da più tendoni uniti tra loro ed aveva una capienza di circa 6.500 spettatori (2.500 posti a sedere, e circa 4.000 in piedi), con una media annua di circa 200.000 presenze negli oltre 100 spettacoli rappresentati, fra concerti, musical, festival internazionali ed eventi di vario genere.
Nel 2006 il teatro venne spostato in via Giorgio Perlasca, nella periferia est di Roma. 
Nel mese di agosto del 2016, a causa di un incendio scoppiato nella notte nei camerini e nella sartoria, la struttura venne parzialmente distrutta dalle fiamme.
Nel 2017 il teatro ha definitivamente chiuso.

## Cartellone e produzione artistica
Nel corso degli anni, il teatro ha ospitato eventi nazionali ed internazionali in tutti i settori dello spettacolo dal vivo: concerti, teatro di prosa, eventi di danza classica, incontri di pugilato, fino a spettacoli circensi. Per quanto riguarda i concerti, tra gli artisti internazionali che si sono esibiti, ci sono: Ray Charles, Tina Turner, Barry White, B.B. King, Joe Cocker, James Brown, Gipsy King, Eric Clapton, Chet Baker, Bob Geldof, Paul Weller, Jethro Tull, Kraftwerk, The Smiths, Europe, Nick Cave, Ramones.
Per quanto riguarda i concerti degli artisti italiani: Renato Carosone, Renato Zero, Claudio Baglioni, Antonello Venditti, Francesco De Gregori, Biagio Antonacci, Gianna Nannini, Anna Oxa, Loredana Berté, Raffaella Carrà, Nomadi, Pooh, Negrita, Subsonica, Afterhours, Caparezza.
Altri artisti che si sono esibiti nel teatro sono: Rudol'f Nureev, Carla Fracci, Elisabetta Terabust, Patrick Dupont, Lindsay Kemp, Vladimir Vasil'ev, Alvin Ailey, Igor' Moiseev, Uto Ughi, Severino Gazzelloni, Lorin Maazel con la London Symphony Orchestra, Dario Fo e Franca Rame, Fiorello, Jango Edwards, Enrico Montesano, Enrico Brignano, oltre a vari edizioni del Golden Circus diretto da Liana Orfei.

## Concerti

### In via Cristoforo Colombo
- 22 Aprile 1977: Antonello Venditti
- 14,15,16,17 Febbraio 1980: Antonello Venditti
- 14 Maggio 1985: The Smiths
- 1 Febbraio 1986: Lloyd Cole & The Commotions[9]
- 22 Marzo 1987: Litfiba
- 9 Dicembre 1988: Litfiba
- 9 Maggio 1989: Ramones[10]
- 8 Maggio 1989: Nick Cave and the Bad Seeds[11]
- 21 Giugno 1989: Elvis Costello[12]
- 26 Gennaio 1990: Litfiba
- 3 Febbraio 1990: Litfiba
- 25 Aprile 1990: Jeff Beck[13]
- 18, 19 Gennaio 1991: Litfiba[14]
- 1 Aprile 1991: Jane's Addiction[15]
- 18 Ottobre 1991: Luciano Ligabue
- 9 Novembre 1991: The Cult[16]
- 17,19 Febbraio 1992: Europe
- 3 Aprile 1992: Crosby, Stills & Nash[17]
- 26 Novembre 1992: Sonic Youth + Pavement[18]
- 14 Maggio 1993: Ramones[10]
- 25 Maggio 1994: Laura Pausini
- 4 Ottobre 1994: Ramones[10]
- 6 Ottobre 1994: Umberto Tozzi
- 29 Ottobre 2005: Paul Weller[19]

### In via Giorgio Perlasca
- 24 Gennaio 2007: Europe
- 18 Febbraio 2007: Premiata Forneria Marconi
- 24 Aprile 2008: Premiata Forneria Marconi
- 1 Giugno 2008 Nick Cave and The bad Seeds
- 5 Dicembre 2008: Subsonica
- 23 Aprile 2009: Premiata Forneria Marconi
- 5 Novembre 2010: Premiata Forneria Marconi, Banco del Mutuo Soccorso, Ian Anderson, Le Orme, John Wetton, Osanna, The Trip (gruppo musicale), Thijs van Leer, David Jackson, Raccomandata Ricevuta di Ritorno, Gianni Leone[20]
- 18 Marzo 2011: Caparezza
- 21 Aprile 2011: Tommy Emmanuel
- 30 Aprile 2011: Alborosie
- 21 Ottobre 2011: Goblin, Biglietto per l'Inferno, Garybaldi, Il Balletto di Bronzo, Arti e Mestieri, Vic Vergeat, ed altri[21]
- 25 Ottobre 2011: Rokage (o Rockage), Rock Classico inedito per evento di beneficenza
- 16 Marzo 2012: Caparezza
- 20 Novembre 2012: Skunk Anansie[22][23][24]